# 이관편도
이관편도(영어: Gerlach tonsil)는 발다이어 편도선환을 형성하는 4개의 주요 편도선 조직 중 하나이다.

## 구조
각 세뇨관 편도선은 비인두의 측면 벽에 있는 유스타치아관의 개구 뒤쪽에 위치한다. 이는 발다이어 편도선환을 형성하는 4개의 주요 편도선 조직 중 하나이다. 이 고리에는 구개편도, 설편도, 아데노이드도 포함되어 있다.

## 임상적 중요성
이관편도는 편도선염의 영향을 받을 수 있다. 그러나 이는 일반적으로 구개편도에만 영향을 미친다.

## 역사
이관편도는 게라크 편도선으로도 알려져 있다. 이것은 이관융기와 매우 가깝기 때문에